# Ohlone
Els ohlone, coneguts també com els costano, són un poble d'amerindis de Califòrnia originaris de la costa central de Califòrnia. Quan els colons espanyols van arribar a les darreries del segle xviii, els ohlone habitaven tota la zona costanera des de la Badia de San Francisco, passant per la Badia de Monterey fins a la Vall de Salinas. En aquella època parlaven una varietat de llengües, les llengües ohlone, que pertanyen a la sub-família costano de la família de la llengües utianes, que al mateix temps pertany al grup penutià. El terme “ohlone” ha estat utilitzat en lloc de costano a partir de 1970 per alguns grups descendents i per la majoria d'etnògrafs, historiadors i escriptors de literatura popular. Abans que arribessin els espanyols, els ohlone vivien en més de 50 llogarets diferents i no es veien a ells mateixos com un grup diferent. Sobrevivien de caçar, pescar, i recol·lectar, un model etnogràfic típicament californià. La seva cultura incloïa el xamanisme. De 1769 a 1833 les missions espanyoles a Califòrnia van portar grans trastorns, penúries i aniquilació als ohlone.
Els ohlone actuals pertanyen a un nombre de grups diferents geogràficament, la majoria, però no tots, en el seu territori originari. La tribu Muwekma Ohlone té membres del voltant de l'àrea de San Francisco, i està formada per descendents Ohlone/Costano de San José, Santa Clara i les missions de San Francisco. La nació Ohlone/Costano Esselen està formada per descendents de matrimonis mixtes entre rumsens i parlants esselen de la Missió de San Carlos de Borromeo i es troben a Monterey. La tribu Amah-Mutsun són descendents dels parlants mutsun de la Missió de San Juan Bautista, a les terres interiors de la Badia de Monterey. La majoria de membres d'un altre grup de llengua rumsen, descendents de la Missió de San Carlos, la tribu Costano Rumsen Carmel de Pomona/Chino viuen actualment al sud de Califòrnia. Aquest grups, i altres amb menys membres estan demanant de manera separada al govern federal el reconeixement tribal.

## Cultura

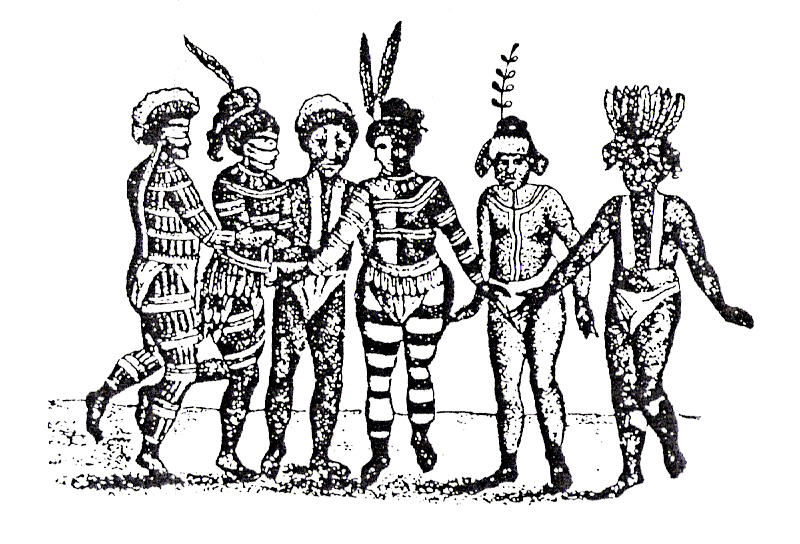
Ohlone ballant a la Mission San José

Els ohlone habitaven en poblacions estables, desplaçant-se temporalment per recol·lectar fruits de temporada com la gla i la baia. Els ohlone van viure al nord de Califòrnia des de l'extrem nord de la Península de San Francisco fins a Big Sur al sud, i des de l'oceà Pacífic a l'oest de Diablo Range a l'est. La seva vasta regió que incloïa la Península de San Francisco, la Vall de Santa Clara, les Muntanyes de Santa Cruz, la Badia de Monterey, així com l'actual Comtat d'Alameda, Comtat de Contra Costa i la Vall de Salinas. Abans del contacte amb els espanyols, els ohlone constituïen una complexa associació d'aproximadament unes 50 "nacions o tribus" diferents amb prop de 50 a 500 membres cadascuna, amb una mitjana de 200 membres. S'han registrat més de 50 tribus ohlone diferents. Els pobles ohlone interaccionaven a través del comerç, els matrimonis mixtos i esdeveniments cerimonials, així com alguns conflictes interns. Les arts culturals incloïen habilitats de cistelleria, esdeveniments cerimonials com les danses, les dones tatuades, les perforacions del nas i de les orelles, i altres ornaments.
Els ohlone subsistien principalment com a caçadors-recol·lectors i rarament com a cultivadors. La seva dieta bàsica consistia en glans picades, llavors de gramínies i baies; els productes de la caça, peixos i marisc (musclos, i orelles de mar de la Badia de San Francisco i l'Oceà Pacífic), també eren importants a la seva dieta.
Els animals que trobaven en aquest clima temperat eren: l'os bru, l'ant, la cabra i el cérvol. Els rius proporcionaven salmó, perca i espinós. Pel que fa a les aus, l'ànec collverd, l'oca, la guatlla de Califòrnia, el gran mussol banyut, el picot i la cadernera americana eren abundants. Les aus aquàtiques que eren capturades amb xarxes i trampes van ser les aus més importants a la seva dieta. Les narracions chochenyos tradicionals es refereixen als ànecs com els aliments, i Joan Crespí Fiol va observar en el seu diari que les oques es farcien i s'assecaven "per utilitzar com esquer per caçar-ne d'altres."
A la riba de l'oceà i a les badies, hi havia llúdrigues, balenes, i algunes temporades milers de llops marins De fet, hi havia tants llops marins que, segons Crespi "semblava un paviment" pels espanyols acabats d'arribar.
En general, al llarg de la riba de la badia i les valls, els ohlone van construir cases en forma de cúpula d'estores teixides o joncs, d'1,8 a 6 m de diàmetre. Als turons, on arbres com la sequoia eren accessibles, van construir cases còniques d'escorça subjecta a un bastidor de fusta. Aquest tipus de casa existia a Monterey, per exemple. Van construir embarcacions de jonc per navegar a les badies impulsades per rems de doble fulla.
Generalment, els homes no portaven roba quan feia bon temps. A l'hivern, és possible que els homes utilitzessin capes de pell d'animal o capes de plomes. Les dones usaven davantals de pell de cérvol, faldilles de jonc o fetes de trossos d'escorça. Els dies freds, també portaven capes de pell d'animal. Ambdós sexes portaven ornaments com collarets, penjolls i arracades de petxina d'orelles de mar, o d'os o de fusta amb petxines i perles. L'ornamentació sovint indicava l'estat dins la comunitat.

### Religió
Els ohlone practicaven el xamanisme quan encara no havien estat en contacte amb els europeus. Creien que els metges espirituals podien curar i prevenir la malaltia. Les seves creences espirituals no van ser documentades en detall pels missioners. No obstant això, alguns dels pobles, probablement aprenien i practicaven kuksu, una forma de xamanisme compartida per moltes tribus del nord i centre de Califòrnia (encara que es desconeix si els ohlone aprengueren el kuksu d'altres tribus, mentre eren a les missions). El kuksu consisteix en unes actuacions elaborades i balls cerimonials amb vestits tradicionals: una cerimònia anual de dol, ritus del pas a la pubertat, intervenció xamànica en el món espiritual i una societat integrada per tots els membres masculins que es trobaven en cambres de ball subterrànies.
El kuksu era compartit amb altres grups ètnics indígenes del centre de Califòrnia, com els seus veïns miwoks i esselens, també els maidus i els pomos, i, més al nord, els yokuts. No obstant això, Kroeber va observar una "cosmogonia menys especialitzada" en els ohlone, que va considerar un dels "grups del sud de ball", en comparació amb els Maidu i els grups de la Vall de Sacramento; va assenyalar "si, com sembla probable, les tribus kuksu del sud (els miwok, els Costans, els Esselen, i els yokut de més al nord) no tenien una societat realment en relació amb les seves cerimònies kuksu".
Les condicions en què els ohlone es van incorporar a les missions espanyoles són un tema de discussió. Alguns han argumentat que van ser forçats a convertir-se al catolicisme, mentre que altres han insistit que el baptisme forçat no era reconegut per l'Església Catòlica. Tots els estudiosos han estat d'acord, però, que els indis batejats que van intentar deixar les comunitats de les missions es van veure obligats a tornar. Les primeres conversions al catolicisme les trobem a la Missió de San Carlos Borromeo, coneguda com a Carmel, el 1771. A la Badia de San Francisco els primers baptismes van tenir lloc a la Missió de San Francisco el 1777. Moltes conversions al catolicisme de la primera generació van ser discutiblement incompletes i superficials.

### Narracions i mitologia
A la mitologia ohlone i les llegendes tradicionals i contes tradicionals, els ohlone van participar en el patró cultural general del centre i del nord de Califòrnia. En concret, Kroeber va observar que "la seva mitologia sembla inclinar-se cap als yokuts més que a les tribus de la Vall de Sacramento."

## Història

### Abans de l'arribada dels espanyols
Alguns arqueòlegs i lingüistes tenen la hipòtesi que aquestes tribus van emigrar de la confluència dels rius San Joaquin i Sacramento i van arribar a San Francisco i a l'àrea de la Badia de Monterey al segle vi, desplaçant o assimilant ràpidament els hoka- la població de parla dels quals els esselens al sud representen un romanent. Les datacions de monticles de petxines a Newark i Emeryville fan pensar que els pobles en aquests llocs s'hi van establir al voltant de 4000 aC
A través de la datació del monticle de petxines, els estudiosos van observar tres períodes en la història de la zona de la badia, segons la descripció de F.M Stanger a la Península: "Un estudi acurat dels artefactes trobats en els monticles del centre de Califòrnia ha donat com a resultat el descobriment de tres èpoques diferents de la seva història. Segons la nostra manera de comptar el temps, la primera etapa s'estén des de prop de 4000 aC fins al 1000 aC a l'àrea de la badia i al voltant de 2000 aC a la Vall Central. La segona etapa va ser a partir d'aquestes dates fins al 700 dC, mentre que la tercera etapa aniria del 700 dC a l'arribada dels espanyols a la dècada de 1770."

### L'època de les missions
La cultura dels ohlone era relativament estable fins a 1769, quan el primers soldats i missioners espanyols van arribar des del sud de Califòrnia amb un doble propòsit: cristianitzar als nadius americans mitjançant la construcció d'una sèrie de missions espanyoles a Califòrnia i facilitar la colonització espanyola. Els rumsens van ser les primers ohlone trobats i documentats en els registres espanyols, el 1602, quan Sebastian Vizcaíno, que estava inspeccionant la costa nord de Califòrnia per a Espanya, i va arribar a Monterey el desembre d'aquell any. Espanya va reclamar el que avui és Califòrnia i va començar a construir una xarxa de llocs religiosos, arribant al territori ohlone el 1769. La xarxa de missions franciscanes va ser fundada sota el lideratge del pare franciscà Juníper Serra i el control militar va ser dirigit per Gaspar de Portolà.
La cultura de les missions espanyoles aviat va interrompre i debilitar les estructures socials i la forma de vida dels ohlone. Sota el lideratge del pare Serra, els franciscans espanyols van erigir set missions dins la regió ohlone i van portar la majoria dels ohlone a aquestes missions per viure i treballar. Les missions que es van construir a la regió ohlone van ser: Missió de San Carlos Borromeo de Carmelo (fundada el 1770), Missió de San Francisco de Asís (fundada el 1776), Missió de Santa Clara de Asís (fundada el 1777), Missió de Santa Cruz (fundada el 1791), Missió de Nuestra Señora de la Soledad (fundada el 1791), Missió de San José (fundada el 1797), i Missió de San Juan Bautista (fundada el 1797). Els ohlone que van anar a viure a les missions van ser anomenats indis de la missió, i també neòfits. Es van barrejar amb altres grups ètnics nadius americans com ara els miwoks de la costa transportats des de la badia del nord a la Missió de San Francisco i la Missió de San José.
La presència militar espanyola es va establir als dos Presidis, el Presidi de Monterey i el Presidi de San Francisco, i als punts de la missió, com ara l'Assistència San Pedro y San Pablo fundada el 1786. Els soldats espanyols habitualment acompanyaven els franciscans en excursions d'un dia d'abast missioner, però es negaven a acampar durant la nit. Durant els primers vint anys les missions va acceptar convertir a poc a poc, guanyant a poc a poc la població. Entre novembre de 1794 i maig de 1795, una gran quantitat de nadius americans van ser batejats i es van traslladar a la Missió de Santa Clara i a la Missió de San Francisco, incloent 360 persones a la Missió de Santa Clara i tota la població huichun de l'est de la badia a la Missió de San Francisco. El març de 1795, a aquesta migració la va seguir gairebé immediatament la pitjor epidèmia mai vista, així com l'escassetat d'aliments, que va portar unes xifres alarmants de morts i de fugides de les missions. A la recerca dels fugitius, els franciscans van enviar-hi neòfits primer i (com a últim recurs) els soldats per retornar els fugitius "cristians" a la missió. La malaltia es va propagar dins i fora de la missió.
Durant els 60 anys a les missions, la població ohlone va patir molt el xoc cultural i les malalties, ja que eren vulnerables a les malalties estrangeres a les quals tenien poca resistència, a les condicions restrictives i a la quantitat de gent que vivia a la missió. Gairebé tots es van traslladar a les missions. La pràctica de "monjeria", que consistia en "aïllar les dones solteres en una habitació amb clau a la nit," s'aplicava estrictament. En aquestes condicions pobres i de densitat demogràfica les dones contreien malalties, els seus embarassos acabaven en nadons que naixien morts i morts infantils. S'hi va estendre la sífilis, que provocava que les dones avortessin espontàneament en un cinquanta per cent dels casos, juntament amb altes taxes de mortalitat infantil. Una de les "pitjors epidèmies de l'era espanyola a Califòrnia" va ser l'epidèmia de xarampió de 1806: "Una quarta part de la població indígena de la missió de la badia de San Francisco va morir de xarampió o de complicacions que s'hi relacionaven entre març i maig de 1806".

### Disputes per la propietat i la terra
Sota el domini espanyol, el futur de les propietats de la missió és difícil de determinar. Van sorgir conflictes de propietat sobre a qui pertanyien les terres de les missions i les terres veïnes, entre la corona espanyola, l'Església Catòlica, els nadius i els colons espanyols de San José: Va haver-hi "polèmiques" entre l'Estat espanyol i les burocràcies eclesiàstiques "sobre l'autoritat del govern de les missions". Establint el precedent, una petició interessant al governador el 1782, els sacerdots franciscans van exigir que els "indis de les missions" fossin amos de la terra i el bestiar, i representaven els nadius en una denúncia contra els colons de San Jose. Els pares van esmentar que "els cultius dels indis" estaven sent danyats pel bestiar dels pobladors de San Jose i també van esmentar els colons que "barrejaven amb els animals pertanyents als indis de la missió". També va declarar que els indis de la missió tenien propietat i drets per a defensar-ho: "Els indis són lliures de massacrar (pueblo San Jose) el bestiar que traspassa les seves terres." "Per llei," la propietat de la missió havia de passar als indis de la missió després d'un període d'uns deu anys, quan es convertirien en ciutadans espanyols. En el període de transició, els franciscans eren els administradors de la missió que tenien la terra en la confiança dels nadius.

### Secularització
El 1834, el govern mexicà va ordenar que totes les missions de Califòrnia fossin secularitzades i totes les terres i propietats de les missions (administrades pels franciscans) va ser lliurades al govern per a la seva redistribució. D'aquesta manera, els ohlone suposadament rebrien el fruit de les terres i drets de propietat, però pocs ho va aconseguir i la majoria de les terres de les missions van anar als administradors seculars. Al final, fins i tot els intents dels líders de les missions de retornar les terres indígenes van ser en va. Però abans, 73 concessions de terres espanyoles ja havien estat escripturades a tota l'Alta Califòrnia, però amb el nou règim la majoria de les terres es van convertir en ranxeries de propietat mexicana. Els ohlone es van convertir en mà d'obra i cowboys de les rancherías de propietat mexicana.

### Supervivència
Finalment els ohlone es van ajuntar en ranxeries multiètniques amb altres indis procedents de famílies lingüístiques de les missions que parlaven miwok de la costa, miwok de la badia, miwok de les planes, patwin, yokut i esselen. Molts dels ohlone que havien sobreviscut l'experiència a Missió de San José van anar a treballar a Alisal Ranchería a Pleasanton, Califòrnia i El Molino a Niles, Califòrnia. També es van formar comunitats de supervivents de la missió a Suñol, Monterrey i San Juan Bautista, Califòrnia. A la dècada de 1840 una onada de colons dels Estats Units va envair la zona, i Califòrnia es va annexar als Estats Units. Els nous pobladors van portar noves malalties als Ohlone.
Els Ohlone van perdre la major part de la seva població entre 1780 i 1850, a causa d'una taxa de natalitat abismal, una taxa alta de mortalitat infantil, malalties i l'agitació social que va comportar la immigració europea a Califòrnia. En totes les estimacions, els Ohlone es van reduir a menys del deu per cent de la seva població original anterior a les missions. Cap al 1852 la població Ohlone s'havia reduït prop de 864-1.000, i seguia disminuint. A la dècada de 1880, els Ohlone del nord estaven pràcticament extints, i els Ohlone del sud van ser afectats greument i en gran part desplaçats de les seves concessions de terres comunals a la vall de Carmel, San Diego, Califòrnia. Per cridar l'atenció sobre la difícil situació dels indis de Califòrnia, l'agent índia, reformadora i novel·lista popular, Helen Hunt Jackson, va publicar relats dels seus viatges entre els indis de la missions de Califòrnia el 1883.
Isabel Meadows, considerada l'última parlant d'una llengua ohlone amb fluïdesa, va morir el 1939. Algunes persones estan tractant recuperar les parles rumsen, mutsun i chochenyo.

## Etimologia
Ohlone és una paraula miwok que significa "la gent de l'oest". Costano és un exònim. Els exploradors i colons espanyols es referien als grups nadius d'aquesta regió com els costeños("la gent de la costa") al voltant de l'any 1769. Amb el temps, els colons de parla anglesa que van arribar posteriorment van canviar la paraula costeños per costanoans. Durant molts anys, el poble va ser anomenat costanoans en els registres anglesos i en aquesta llengua.
Des de la dècada de 1960, el nom d'ohlone ha estat utilitzat per alguns dels membres i els mitjans de comunicació populars per reemplaçar el nom de costano.  Ohlone podria haver derivat originalment d'un ranxo espanyol que es deia Oljon, i es referia a un sol grup que va habitar la costa del Pacífic, a prop de Pescadero Creek. La paraula ohlone va ser utilitzada per Teixeira, segons els registres de la missió de la Mission de San Francisco en relació amb una visita a l'àrea de la badia el 1826-1827. Oljone, Olchones i Alchones són variacions ortogràfiques de la paraula Ohlone que es troben als registres de la Mission de San Francisco. No obstant això, a causa del seu origen tribal, ohlone no és universalment acceptada pels nadius, i alguns membres prefereixen seguir utilitzant el nom Costano o revitalitzar i fer conegut el nom Muwekma. Teixeira manté que ohlone és d'ús comú des de 1960, que es remunta al Ranxo Oljon a Pescadero Creek. Teixeira diu: "Una tribu que una vegada va existir al llarg de la costa del comtat de San Mateo". Milliken diu que el nom ve d'"Una tribu a les conques inferiors de San Gregorio Creek i Pescadero Creek a la costa del Pacífic". La popularitat del nom ohlone és deguda en gran part al llibre The History of San Jose and Surroundings, de Frederic Hall (1871), en la qual va assenyalar que: "La tribu d'indis que va recórrer més aquesta gran vall de Santa Clara], des de San Francisco fins a prop de la Missió de San Juan Bautista ... van ser els ohlone o (costano)".
Hi ha dos altres noms que s'estan popularitzant i els estan utilitzant les tribus en lloc de Costano i Ohlone, en particular Muwekma al nord, i Amah pels Mutsun. Muwekma és la paraula dels pobles indígenes per a referir-se a la gent en idiomes chochenyo i tamyen. Amah és la paraula dels pobles indígenes per a la gent en mutsun.

## Divisions
Els lingüistes van identificar vuit divisions regionals, lingüístiques o subgrups entre els ohlone, a continuació s'enumeren de nord a sud:
- Karkins(també anomenats Carquin)- Els karkin residien a la banda sud de l'Estret de Carquinez. Del nom de l'estret prové el seu nom. El karkin era un dialecte molt divergent de la resta de la seva família.[27]

- Chochenyos(també anomenats Chocheño, Chocenyo i Costano)- Els grups tribals de parla chochenyo residien a la badia de l'est, principalment la part que actualment constitueix el Comtat d'Alameda i a la part oest de la riba de la badia del Comtat de Contra Costa.

- Ramaytushes(també anomenats Costano de San Francisco)- Els ramaytush residien entre San Francisco i el Pacífic a la zona que ara és San Francisco i els comtats de San Mateo. L'agrupació yelamu dels ramaytush incloïa els poblats del voltant de Mission Dolores, Sitlintac i Chutchui a Mission Creek, Amuctac i Tubsinte a Visitation Valley, Petlenuc des de prop de Presidio, i al sud-oest, els poblats de Timigtac a Calera Creek i Pruristac a San Pedro Creek en l'actualitat Pacífica.

- Tamyens(també anomenats Tamien, Thamien, i Costano de Santa Clara)- Els tamyen residien a Coyote Creek i Calaveras Creek, i la llengua era parlada a la Vall de Santa Clara. (Lingüísticament, els chochenyo, els tamyen i els ramaytush estaven molt a prop, potser fins al punt de ser dialectes d'una mateixa llengua.) El poble tamyen estava a prop del lloc original de la primera Mission de Santa Clara, ubicada al riu Guadalupe; el pare Pena va esmentar en una carta a Juníper Serra que l'àrea envoltava la missió era anomenada Thamien pels ohlone.[28]

- Awaswas(també anomenats Costano de Santa Cruz)- Bandes locals de parlants awaswas residien a la costa de Santa Cruz i a les muntanyes veïnes de Santa Cruz entre Punta Año Nuevo i el riu Pajaro de (Davenport i Aptos).

- Mutsun(també anomenats Mutsen, Costano de San Juan Bautista) - Una sèrie de tribus territorials locals diferents de parlants mutsun vivien a la Vall de Hollister (al tram baix del riu San Benito, al tram mitjà de riu Pajaro, i a San Felipe Creek) i al llarg de les rieres properes de les valls de l'est de Coast Range (incloent San Luis i els rierols Ortigalita).

- Rumsens(també anomenats Rumsien, Carmel o Carmeleno) - Unes quantes tribus locals independents de parla rumsen residien des del riu Pajaro a la punta Sud, i als cursos inferiors del Pajaro, així com a la part baixa del riu Salinas, Sur i riu Carmel (Comtats de San Carlos, Carmel, i Monterey).

- Chalons(també anomenats Soledad)- Les bandes locals de parlants chalon residien al llarg del curs superior del riu San Benito i més a l'est a les valls de Coast Range dels rierols Silver i Cantua. Kroeber també els va situar al curs mitjà del riu Salinas, però alguns estudis recents hi situen els esselen.

Aquestes designacions de divisió es van obtenir, principalment, d'una selecció de noms de tribus locals. Van aparèixer per primera vegada el 1974 com a substituts directes de les denominacions anteriors que Kroeber havia fet basades en els noms de les missions espanyoles locals. L'ortografia està anglicitzada a partir de les primeres formes escrites (sovint amb una varietat ortogràfica) pels missioners espanyols i els soldats que intentaven capturar els sons de llengües estrangeres per ells.
Dins de les divisions hi havia més de 50 tribus i pobles ohlone que parlaven les llengües ohlone-costano el 1769, abans de ser absorbits per les missions espanyoles el 1806.

## Actualment
Els Mutsun (de Hollister i Watsonville) i la tribu Ohlone Muwekma (de la Badia de San Francisco) es troben entre els grups ohlone de supervivents que estan demanant el reconeixement tribal. Els esselen també es descriuen com Ohlone/Costano, tot i que històricament parlaven tant el costano del sud (rumsen) com una llengua hoka esselen totalment diferent.

### Grups ohlone contemporanis
Les tribus ohlone que estan demanant reconeixement federal i que estan pendents de l'Oficina d'Afers Indis són:
- Tribu Ohlone Muwekma, a la zona de la badia de San Francisco:

Amb 397 membres inscrits l'any 2000, la tribu Ohlone Muwekma comprèn "tots els llinatges aborígens de nadius americans supervivents de la zona de la badia de San Francisco que rastregin la seva ascendència a través de les missions Dolores, Santa Clara i San José" i que descendeixin dels membres del grup Verona històricament reconegut a nivell federal al comtat de Alameda. El 21 de setembre de 2006, van rebre un dictamen favorable per part del districte dels EUA a Washington DC, del seu cas a la cort per agilitar la reafirmació de la tribu com una tribu reconeguda federalment. El Consell Assessor sobre Política Indígena de Califòrnia ha ajudat en el seu cas.
- El grup Amah-Mutsun d'indis Ohlone/Costano, Woodside:

El grup Amah-Mutsun té més de 500 membres inscrits i té "diversos llinatges supervivents que parlaven el Hoomontwash o la llengua Ohlone Mutsun." La majoria són descendents dels indígenes batejats a la Mission San Juan Bautista.
- La Nació Esselen Ohlone/Costano, Comtats de Monterey i San Benito:

La Nació Esselen Ohlone/Costano compta amb aproximadament 500 membres inscrits de tretze llinatges principals que descendeixen directament de Mission San Carlos i Soledad. La tribu va ser anteriorment reconeguda a nivell federal com el "Grup de Monterey del Comtat de Monterey" (1906-1908). Aproximadament el 60% resideix a Monterey i San Benito.
- El grup Costano dels indis de la Mission Carmel, Monrovia.
- La tribu Rumsen-Mutsen Costano Ohlone, Watsonville.
- La tribu Carmel Costano-Rumsen , Pomona/Chino

Visiteu la seva web www.costanoanrumsen.org
Visiteu també online el seu centre de benestar a Facebook
- El grup de Costano d'Indian Canyon, Indis Mutsun, a prop de Hollister.

## Documents recuperats
Els cronistes, etnohistoriadors i etnolingüistes dels ohlone van començar amb: Alfred L. Kroeber que va investigar els nadius de Califòrnia i va ser l'autor d'algunes publicacions sobre els ohlone de 1904 a 1910, i C.Hart Merriam que va investigar els ohlone en detall des de 1902 fins a 1929. Seguits per John P. Harrington que va investigar les llengües ohlone de 1921 a 1939, i altres aspectes de la cultura ohlone, deixant volums de les notes de camp a la seva mort. Altres investigacions van ser realitzades per Robert Cartier, Madison S. Beel i Sherburne F. Cook, per citar-ne uns quants. En molts casos, els noms ohlone solien variar en l'ortografia, la traducció i els límits tribals, segons la font. Cadascun va tractar de fer una crònica i interpretar aquesta llengua i societat complexa abans de la desaparició de les peces.
Hi havia una competència que es percebia i un cert desacord entre els primers estudiosos: ambdós, Merriam i Harrington van realitzar molta investigació sobre els ohlone en profunditat a l'ombra de les grans publicicacions de Kroeber i van competir per la impressió amb ell.
Els historiadors dels ohlone que recentment han publicat noves investigacions són Lauren Teixeira, Randall Milliken i Lowell J. Bean. Tots compten amb la disponibilitat dels registres de la missions que permeten que la investigació i la comprensió dels ohlone continuï.

## Ohlone notables
- 1777 - Xigmacse, cap de la tribu local Yelamu en el moment de la creació de la Missió de San Francisco i, per tant, un dels primers líders coneguts de San Francisco.[37]
- 1779 - Baltazar, batejat del poble rumsen d'Ichxenta el 1775, es va convertir en el primer indi alcalde de la Missió de San Carlos el 1778. Després que la seva dona i el seu fill morissin, va fugir a la costa de Big Sur el 1780 per dirigir la primera resistència ohlone a la colonització.[38]
- 1807 - Hilarion i George (el seu nom de baptisme) eren dos homes ohlone del poble Pacifica que van exercir d'alcaldes de la Missió de San Francisco el 1807. Com a tals, eren al començament d'una llarga llista d'alcaldes de San Francisco.[39]
- 1877 - Lorenzo Asisara era un home de la Missió Santa Cruz, que va proporcionar tres relats supervivents sobre la vida a la missió, a partir de les històries que li va explicar el seu propi pare.[40]
- 1913 - Barbara Solorsano va morir el 1913, consultora lingüística mutsun de C.Hart Merriam 1902-1904, de San Juan Bautista.[41]
- 1930 – Ascencion Solorsano de Cervantes, va morir el 1930, reconeguda metgessa Mutsun, directora lingüística i cultural informant de J.P.Harrington.[42]
- 1934 - Jose Guzman va morir el 1934, va ser un dels principals consultors lingüístics i culturals chochenyo de J.P. Harrington.[43]
- 1939 - Isabel Meadows, va morir el 1939, l'últim parlant fluïdesa de Rumsen i la principal consultora rumsen de J.P.Harrington.[44]